# Dichagyris ammoxanthoides
Dichagyris ammoxanthoides är en fjärilsart som beskrevs av Zoltan Varga 1975. Dichagyris ammoxanthoides ingår i släktet Dichagyris och familjen nattflyn. Inga underarter finns listade i Catalogue of Life.